# Tristan Jarry
Tristan Jarry (né le 29 avril 1995 à Surrey dans la province de Colombie-Britannique au Canada) est un joueur professionnel canadien de hockey sur glace. Il évolue au poste de gardien de but pour l'équipe des Penguins de Pittsburgh dans la Ligue nationale de hockey. Il commence sa carrière junior à l'âge de 16 ans avec les Oil Kings d'Edmonton de la Ligue de hockey de l'Ouest avec qui il devient champion de la Coupe Ed Chynoweth en 2012 et 2014. Il gagne également la Coupe Memorial en 2014 avec les Oil Kings. Choisi par les Penguins lors du repêchage de 2013, il rejoint la Ligue américaine de hockey en 2015-2016 avant de faire son premier match dans la LNH en avril 2017.

## Biographie

### Ses débuts juniors
Jarry est né en 1995 dans la ville de Surrey dans la province de Colombie-Britannique puis sa famille déménage peu de temps dans la ville de Nord Delta, ville près de Vancouver Il passe son enfance à regarder avec son frère cadet l'émission Hockey Night in Canada et en étant fan des Canucks et de leurs joueurs vedettes Markus Näslund, Todd Bertuzzi et Brendan Morrison. À 7 ans, Jarry a l'occasion de participer à un camp d'entraînement d'été pour les gardiens et il n'hésite pas à y participer même s'il joue en tant qu'attaquant pendant les mois d'hiver. Angelo Maggio, responsable du camp d'été, se prend d'affection pour le jeune Jarry et devient petit à petit son entraîneur particulier.
En 2010, il participe au repêchage bantam de la Ligue de hockey de l'Ouest. Il est sélectionné troisième tour par les Oil Kings d'Edmonton qu'il rejoint à l'âge de 16 ans en 2011. Il ne sait pas alors quoi peindre son masque de gardien de but mais est inspiré par Kristiāns Pelšs et Martin Gernát, deux coéquipiers letton et tchèque de l'équipe qui ne parlant pas bien anglais. Ils viennent alors à surnommer Jarry « Tom and Jerry » et celui-ci décide alors de peindre les deux personnages sur son masque. Dans l'équipe, Jarry, deuxième gardien derrière Laurent Brossoit, ne participe qu'à une quinzaine de rencontres au cours de cette première saison dans la ligue mineure même si collectivement son équipe remporte les séries éliminatoires et le titre de champions de la LHOu. À la fin de la saison de la LHOu, Jarry se prépare à participer au repêchage d'entrée dans la LNH 2013 quand il apprend son coéquipier et ami Pelšs se tue en plongeant de nuit pour nager dans la Daugava. Jarry participe tout de même au repêchage et est choisi au deuxième tour par les Penguins de Pittsburgh, 44e joueur au total. Il continue à jouer dans la LHOu pour la saison suivante mais toujours en tant que deuxième gardien des champions en titre. Il participe cette saison 27 rencontres et connaît la plus faible moyenne de buts accordés par rencontres de toute la ligue (1,61). Il ne participe néanmoins qu'à une seule rencontre des séries alors que son équipe est battue en finale des séries 4 rencontres à 2.

### Champion de la Coupe Memorial
En septembre 2013, Jarry s'engage avec les Penguins sur contrat pour 3 ans et qui ne débutera que quand il deviendra réellement professionnel. 
Après deux saisons dans l'ombre de Brossoit, qui rejoint le circuit professionnel, Jarry devient le gardien numéro un des Oil Kings pour cette saison 2013-2014. Il garde les buts de son équipe lors de 63 matchs et est le meilleur gardien pour les victoires (44), les blanchissages (8) et encore une fois la plus faible moyenne de buts alloués du circuit (2,24),. Les joueurs d'Edmonton finissent premiers de leur Association puis remportent une nouvelle fois la Coupe Ed Chynoweth, remis aux champions des séries de la LHOu.
En tant que champions de la LHOu, les Oil Kings et Jarry participent à la Coupe Memorial 2014 en compagnie des autres équipes juniors championnes de leur ligue respective : les Foreurs de Val-d'Or de la Ligue de hockey junior majeur du Québec, le Storm de Guelph de la Ligue de hockey de l'Ontario et enfin les Knights de London, également de la LHO mais hôte du tournoi. Lors du tour préliminaire, Edmonton compte une victoire contre deux défaites dont une en prolongation mais leur victoire leur permet de finir devant les Knights. Jarry et ses coéquipiers jouent une demi-finale contre les joueurs de Val-d'Or. Il faut attendre un peu plus de 100 minutes de jeu pour voir les joueurs d'Edmonton l'emporter 4 à 3 grâce à un palet dévié par Curtis Lazar alors que Jarry a arrêté 46 tirs adverses dont un en échappée lors de la deuxième prolongation. L'équipe d'Edmonton joue donc la finale contre les joueurs du Storm de Guelph mais le match commence mal pour Jarry qui accorde un but dans la première minute de la rencontre. L'équipe est menée 2 à 1 à la fin de la première période mais les Oil Kings parviennent à inscrire 3 buts lors du deuxième tiers-temps sans en concéder un seul. Ils remportent finalement le match et la Coupe Memorial sur le score de 6 à 3, leur gardien réalisant 32 arrêts.
Jarry participe au camp d'entraînement des Penguins au cours de l'été mais en septembre, il est finalement écarté du groupe courant septembre et retourne devant les filets des Oil Kings pour la saison suivante. Il joue 55 des rencontres de son équipe cette saison alors que celle-ci glisse à la cinquième place de sa division puis perd au premier tour des séries de la LHOu. Malgré cette saison en demi-teinte, Jarry est mis en avant en étant sélectionné dans l'équipe d'étoiles de l'Association de l'Est pour la deuxième saison consécutive.

### Ses débuts professionnels dans la LAH
Le 22 septembre 2015, Jarry participe à son premier match avec les Penguins lors d'une rencontre de présaison. Jeff Zatkoff joue les deux premiers tiers-temps dans les buts avant de laisser sa place à Jarry pour la dernière période. Il joue finalement cette période ainsi que la prolongation puis donne la victoire aux Penguins en arrêtant tous les joueurs des Blue Jackets de Columbus lors des tirs de fusillade. Malgré cette belle performance, il est assigné aux Penguins de Wilkes-Barre/Scranton dans la Ligue américaine de hockey pour la 2015-2016. Jarry est un des six gardiens que l'équipe aligne au cours de cette saison même si lui et Matt Murray en jouent la plus grosse partie. L'équipe se classe troisième de la saison régulière puis perd en demi-finale d'Association contre les Bears de Hershey. En 33 matchs joués lors de la saison régulière, Jarry compte 5 blanchissages et en avril 2016, il est appelé par les Penguins lors des séries éliminatoires de la Coupe Stanley 2016 en l'absence des deux gardiens titulaires de l'équipe : Murray et Marc-André Fleury. Il fait partie de l'équipe pour les matchs 1 et 2 de la série contre les Rangers de New York mais ne rentre pas en jeu. Au retour de Murray de blessure, Jarry retourne dans le roster de Wilkes-Barre. 
Au début de la saison suivante, il profite d'une nouvelle blessure de Murray pour jouer avec Pittsburgh des rencontres de présaison, dont une victoire par blanchissage contre les Blackhawks de Chicago mais il est finalement renvoyé dans la LAH pour la saison 2016-2017. Il partage la garde des buts de l'équipe avec Casey DeSmith et les deux joueurs permettent à leur équipe de finir à la première place de la LAH à l'issue de la saison régulière. Les Penguins étant l'équipe ayant encaissé le moins de buts durant la saison régulière, DeSmith et Jarry remportent à deux le trophée Harry-« Hap »-Holmes. Au cours de la saison, en compagnie de Jake Guentzel, il est sélectionné pour jouer le match des étoiles de la LAH. Il est rappelé par Pittsburgh plusieurs fois au cours de la saison mais ne participe finalement qu'au dernier match de la saison le 9 avril 2017, une défaite 3-2 contre les Rangers de New York. Jarry reste avec Pittsburgh pour les séries éliminatoires de la Coupe Stanley 2017 et occupe le poste de remplaçant de Fleury. Murray revient pendant les séries mais Jarry ne joue pas pour autant de match des séries dans la LAH alors que Pittsburgh remporte finalement la Coupe Stanley.
En juin 2017, Fleury quitte les Penguins pour rejoindre la nouvelle franchise des Golden Knights de Vegas. Tout au long de la saison 2017-2018, Jarry et DeSmith partagent leur temps de jeu entre la LNH et la LAH en raison de blessures récurrentes de Murray. Il ne participe pas aux séries de 2018 de Pittsburgh et dans la LAH, les Penguins sont éliminés au premier tour des séries par les Checkers de Charlotte, Jarry jouant les 3 rencontres. Fin juillet 2018, Tristan Jarry signe une prolongation de deux ans avec l'organisation des Penguins ; le contrat prévoit que sur la saison prochaine, il pourra jouer dans la LNH et dans la LAH alors que pour la saison 2019-2020, le contrat prévoit que Jarry ne jouera que dans la LNH. Comme prévu, Murray et DeSmith sont les gardiens titulaires de Pittsburgh pour la saison 2018-2019 alors que Jarry ne participe qu'à deux rencontres de la LNH. Le 14 novembre 2018, il profite de la sortie du gardien adverse pour devenir le premier gardien dans l'histoire des Penguins de Wilkes-Barre/Scranton à inscrire un but. Il joue une cinquantaine de rencontres dans la LAH alors que l'équipe finit sixième de la division et manque les séries éliminatoires de la Coupe Calder.

### Avec les Penguins de Pittsburgh
Comme son contrat le prévoit, Jarry joue la saison 2019-2020 devant les filets de Pittsburgh ; il participe à 33 matchs de son équipe contre 35 pour Murray. Jarry décroche un record des Penguins quand il parvient à empêcher le moindre but contre son l'équipe entre le 29 novembre et le 7 décembre, un record de 177 min 15 s. Au cours de cette saison, il est sélectionné pour représenter la division Métropolitaine lors du 65e Match des étoiles de la LNH. En raison de la pandémie de Covid-19, le déroulement de la saison est fortement perturbé : la saison régulière ne peut aller à son terme, tous les matches sont suspendus le 12 mars 2020, puis ceux restant à jouer sont annulés deux semaines plus tard. Les Penguins sont éliminés dès le tournoi de classement des séries éliminatoires de la Coupe Stanley 2020, Jarry participant à un seul match de son équipe lors de ces séries, une défaite. Début octobre 2020, Jarry signe une prolongation de contrat de 3 saisons avec Pittsburgh et moins d'une semaine plus tard, Murray est échangé aux Sénateurs d'Ottawa, laissant libre la place de gardien titulaire de l'équipe.
Jarry compte un but dans un filet désert lors d'une victoire de 4-2 face au Lightning de Tampa Bay le 30 novembre 2023. Il devient alors le premier gardien des Penguins et le 17e gardien de l'histoire de la LNH à être crédité d'un but.

## Statistiques
| Saison     | Équipe                            | Ligue      |     | Saison régulière | Saison régulière | Saison régulière | Saison régulière | Saison régulière | Saison régulière | Saison régulière | Saison régulière | Saison régulière | Saison régulière |    | Séries éliminatoires | Séries éliminatoires | Séries éliminatoires | Séries éliminatoires | Séries éliminatoires | Séries éliminatoires | Séries éliminatoires | Séries éliminatoires | Séries éliminatoires |
| Saison     | Équipe                            | Ligue      | PJ  | V                | D                | Pr/N             | Min              | BC               | Moy              | % Arr            | Bl               | Pun              | PJ               | V  | D                    | Min                  | BC                   | Moy                  | % Arr                | Bl                   | Pun                  |                      |                      |
| 2011-2012  | Oil Kings d'Edmonton              | LHOu       | 14  | 8                | 2                | 1                | 718              | 35               | 2,93             | 89,4             | 0                | 0                | -                | -  | -                    | -                    | -                    | -                    | -                    | -                    | -                    |                      |                      |
| 2012-2013  | Oil Kings d'Edmonton              | LHOu       | 27  | 18               | 7                | 0                | 1 495            | 40               | 1,61             | 93,6             | 6                | 2                | 1                | 0  | 0                    | 27                   | 0                    | 0,00                 | 100                  | 0                    | 0                    |                      |                      |
| 2013-2014  | Oil Kings d'Edmonton              | LHOu       | 63  | 44               | 14               | 3                | 3 703            | 138              | 2,24             | 91,4             | 8                | 16               | 21               | 16 | 5                    | 1 261                | 46                   | 2,19                 | 92,5                 | 3                    | 4                    |                      |                      |
| 2014-2015  | Oil Kings d'Edmonton              | LHOu       | 55  | 23               | 26               | 6                | 3 216            | 147              | 2,74             | 90,7             | 3                | 2                | 5                | 1  | 4                    | 312                  | 15                   | 2,88                 | 89,6                 | 0                    | 0                    |                      |                      |
| 2015-2016  | Penguins de Wilkes-Barre/Scranton | LAH        | 33  | 17               | 13               | 3                | 1 943            | 87               | 2,69             | 90,5             | 5                | 0                | 3                | 1  | 0                    | 107                  | 4                    | 2,24                 | 90,2                 | 0                    | 0                    |                      |                      |
| 2016-2017  | Penguins de Wilkes-Barre/Scranton | LAH        | 45  | 28               | 15               | 2                | 2 707            | 97               | 2,15             | 92,5             | 3                | 2                | -                | -  | -                    | -                    | -                    | -                    | -                    | -                    | -                    |                      |                      |
| 2016-2017  | Penguins de Pittsburgh            | LNH        | 1   | 0                | 1                | 0                | 59               | 3                | 3,06             | 88,0             | 0                | 0                | -                | -  | -                    | -                    | -                    | -                    | -                    | -                    | -                    |                      |                      |
| 2017-2018  | Penguins de Wilkes-Barre/Scranton | LAH        | 16  | 9                | 5                | 0                | 963              | 49               | 3,05             | 90,1             | 0                | 0                | 3                | 0  | 3                    | 181                  | 10                   | 3,31                 | 89,4                 | 0                    | 0                    |                      |                      |
| 2017-2018  | Penguins de Pittsburgh            | LNH        | 26  | 14               | 6                | 2                | 1 364            | 63               | 2,77             | 90,8             | 2                | 4                | -                | -  | -                    | -                    | -                    | -                    | -                    | -                    | -                    |                      |                      |
| 2018-2019  | Penguins de Pittsburgh            | LNH        | 2   | 0                | 1                | 1                | 120              | 7                | 3,5              | 88,7             | 0                | 0                | -                | -  | -                    | -                    | -                    | -                    | -                    | -                    | -                    |                      |                      |
| 2018-2019  | Penguins de Wilkes-Barre/Scranton | LAH        | 47  | 23               | 23               | 3                | 2 792            | 124              | 2,66             | 91,5             | 1                | 2                | -                | -  | -                    | -                    | -                    | -                    | -                    | -                    | -                    |                      |                      |
| 2019-2020  | Penguins de Pittsburgh            | LNH        | 33  | 20               | 12               | 1                | 1 926            | 78               | 2,43             | 92,1             | 3                | 0                | 1                | 0  | 1                    | 59                   | 1                    | 1,02                 | 95,2                 | 0                    | 0                    |                      |                      |
| 2020-2021  | Penguins de Pittsburgh            | LNH        | 39  | 25               | 9                | 3                | 2 185            | 100              | 2,75             | 90,9             | 2                | 8                | 6                | 2  | 4                    | 396                  | 21                   | 3,18                 | 88,8                 | 0                    | 0                    |                      |                      |
| 2021-2022  | Penguins de Pittsburgh            | LNH        | 58  | 34               | 18               | 6                | 3 415            | 138              | 2,42             | 91,9             | 4                | 2                | 1                | 0  | 1                    | 65                   | 4                    | 3,69                 | 86,7                 | 0                    | 0                    |                      |                      |
| 2022-2023  | Penguins de Pittsburgh            | LNH        | 47  | 24               | 13               | 7                | 2 650            | 128              | 2,90             | 90,9             | 2                | 2                | -                | -  | -                    | -                    | -                    | -                    | -                    | -                    | -                    |                      |                      |
| 2023-2024  | Penguins de Pittsburgh            | LNH        | 51  | 19               | 25               | 5                | 2 740            | 133              | 2,91             | 90,3             | 6                | 4                | -                | -  | -                    | -                    | -                    | -                    | -                    | -                    | -                    |                      |                      |
| Totaux LNH | Totaux LNH                        | Totaux LNH | 257 | 136              | 85               | 25               | 14 460           | 650              | 2,70             | 91,2             | 19               | 20               | 8                | 2  | 6                    | 520                  | 26                   | 3,00                 | 89,1                 | 0                    | 0                    |                      |                      |

## Trophées et honneurs personnels

### Ligue de hockey de l'Ouest (LHOu)
- 2011-2012 : champion de la coupe Ed-Chynoweth avec les Oil Kings d'Edmonton
- 2013-2014 :
  - Champion de la coupe Ed-Chynoweth avec les Oil Kings d'Edmonton
  - Champion de la coupe Memorial avec les Oil Kings d'Edmonton
  - Nommé dans la première équipe d'étoiles de l'association Est de la LHOu
- 2014-2015 : nommé dans la première équipe d'étoiles de l'association Est de la LHOu

### Ligue américaine de hockey (LAH)
- 2015-2016 : sélectionné pour le match des étoiles de la LAH
- 2016-2017 : remporte le trophée Harry-« Hap »-Holmes de la LAH en tant que gardiens de but de l'équipe ayant encaissé le moins de buts (partagé avec Casey DeSmith)

### Ligue nationale de hockey
- 2019-2020 : participe au 65e Match des étoiles (1)
- 2021-2022 : participe au 66e Match des étoiles (2)